# Synopsia sociaria
Synopsia sociaria är en fjärilsart som beskrevs av Jacob Hübner 1799. Synopsia sociaria ingår i släktet Synopsia och familjen mätare. Inga underarter finns listade i Catalogue of Life.